# Masitas
Masitas är en ort i Mexiko.   Den ligger i kommunen Gómez Palacio och delstaten Durango, i den centrala delen av landet, 800 km nordväst om huvudstaden Mexico City. Masitas ligger 1 119 meter över havet och antalet invånare är 332.
Terrängen runt Masitas är mycket platt. Runt Masitas är det tätbefolkat, med 411 invånare per kvadratkilometer. Närmaste större samhälle är Torreón, 17,4 km söder om Masitas. Trakten runt Masitas består till största delen av jordbruksmark.